# Jackie Davies
Jacqueline „Jackie” Gunn z d. Davies (ur. 23 maja 1977 w Corsham) – brytyjska bobsleistka, srebrna medalistka mistrzostw świata.

## Kariera
Największy sukces w karierze Jackie Davies osiągnęła w 2005 roku, kiedy wspólnie z Nicolą Minichiello wywalczyła srebrny medal w dwójkach podczas mistrzostw świata w Calgary. Był to jednak jej jedyny medal wywalczony na międzynarodowej imprezie tej rangi. W 2002 roku wystartowała na igrzyskach olimpijskich w Salt Lake City, zajmując jedenaste miejsce. Na rozgrywanych cztery lata później igrzyskach w Turynie była dziewiąta. Jedyne podium w zawodach Pucharu Świata wywalczyła 27 stycznia 2006 roku w Altenbergu, gdzie razem z Minichiello była trzecia.